# La Maison Rose
Pour les articles homonymes, voir Maison rose.

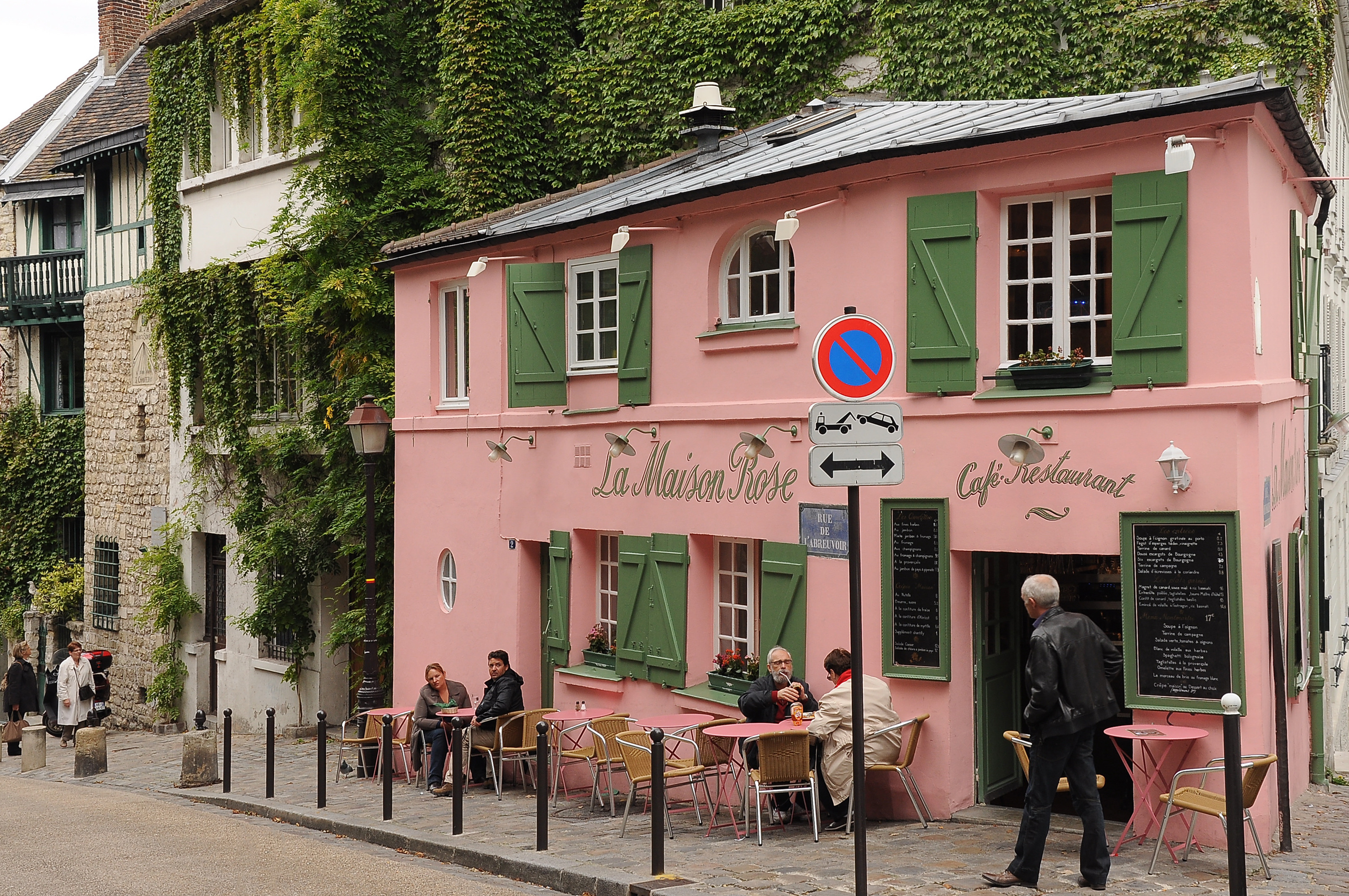
La Maison Rose, de nos jours.

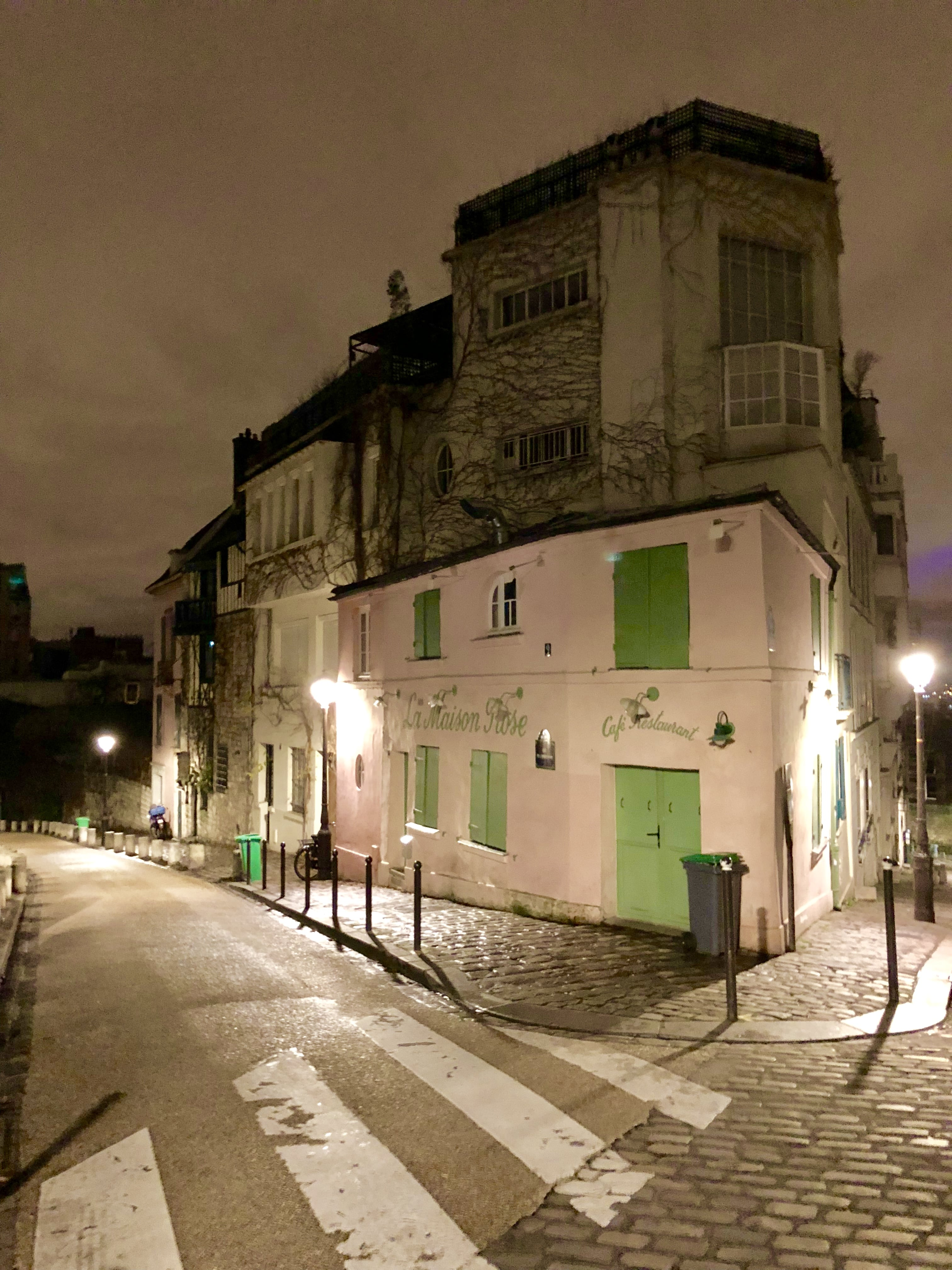
La Maison Rose, de nuit.

La Maison Rose est un restaurant parisien historique situé rue de l'Abreuvoir dans le quartier des Grandes-Carrières à Montmartre dans le 18e arrondissement de Paris, en France, lié à Pablo Picasso. 
Ouvert par la danseuse Germaine et le peintre Ramon Pichot en 1908, l'établissement est le lieu de rencontre des artistes de Montmartre tout au long du XXe siècle. 

## Situation
La Maison Rose se situe à l'angle de la rue des Saules et de la rue de l'Abreuvoir, entre la vigne de Montmartre et le cimetière Saint-Vincent. Le site est desservi par la station de métro Lamarck-Caulaincourt sur la ligne 12 du métro de Paris.

## Historique
La Maison Rose est inaugurée en 1908 par la danseuse française Germaine Pichot, amie de Picasso et amour contrarié de l'artiste Carles Casagemas qui se suicide pour elle à Montmartre, et son mari, le peintre catalan Ramon Pichot, qui emménage son atelier au premier étage de l'édifice.
L'établissement a reçu au fil des années, les artistes Pablo Picasso, Amedeo Modigliani, Édith Piaf, Barbara, Charles Aznavour, Claude Nougaro, Jacques Brel Albert Camus, ainsi que Suzanne Valadon et son fils Maurice Utrillo qui peint La Maison Rose dans certains de ses tableaux.
Situé au cœur du quartier de Montmartre et témoin architectural du paysage de la butte, l'édifice est aujourd'hui l'un des sites les plus photographiés du tourisme international à Paris,  ce café apparaissant dans la série américaine Emily in Paris,.

## Galerie
| - La Maison Rose, vers 1910, à l'époque du couple Germaine et Ramon Pichot. - La façade latérale de la rue des Saules. - Maurice Utrillo par Suzanne Valadon. Les deux artistes sont des fidèles du lieu. - Germaine Pichot en 1905, fondatrice de La Maison Rose. - La Maison Rose, époque contemporaine (2008). |